# Бряговець
Бря́говець (болг. Бряговец) — село в Кирджалійській області Болгарії. Входить до складу общини Крумовград.

## Населення
За даними перепису населення 2011 року у селі проживали 143 особи.
Національний склад населення села:
| Національність   | Кількість осіб | Відсоток |
| ---------------- | -------------- | -------- |
| турки            | 119            | 83,2%    |
| болгари          | 23             | 16,1%    |
| цигани           | 0              | 0%       |
| Всього відповіли | 143            |          |

Розподіл населення за віком у 2011 році:
Динаміка населення: